# SS501
SS501 (abreviatura de Double S o Deo Beul E Seu Oh Gong en coreano) es una boyband surcoreana de K-pop, que estuvo anteriormente bajo la dirección de DSP Entertainment desde su debut en 2005 hasta el último álbum de la banda lanzado en 2010.  
El nombre de la banda es una combinación del alfabeto y números que tienen un significado especial en ellos. La primera "S" es por "Super", mientras que la segunda "S" es una abreviación de "Star". Los números 5, 0 y 1 significan "cinco (5) chicos unidos (0) como uno (1) para siempre".

## Debut
SS501 debutó el 8 de junio de 2005 con su primer sencillo "Warning", con el cual vieron los primeros destellos del éxito, ganando su primer premio en un programa musical a los tres meses de haber debutado, con la canción "Never Again". Tiempo después, el segundo sencillo "Snow Prince", fue lanzado al mercado, siendo éste su primer hit en Corea del Sur. A pesar de la gran aceptación por parte del público, el grupo se mantuvo inactivo durante la mayor parte del 2006, debido a la condición de la garganta de Heo Young Saeng, que incluso requirió de una delicada cirugía y tiempo para recuperarse de ésta.
A mediados del 2006, tuvieron su primer concierto "Step Up Concert" en Osaka, Japón. Luego regresaron a Corea para promover su primer álbum de estudio, "ST 01 Now", el cual fue lanzado el 10 de noviembre del mismo año. De éste se desprendieron dos singles y más tarde, nuevos éxitos de la banda, como "Unlock" y "4 Chance". Realizando sus actividades de promoción en programas de variedades y musicales populares en gran parte de Asia, grabaron al mismo tiempo un Reality Show de Mnet llamado "S.O.S".
2007-2008
El 2007, el grupo debutó en el mercado japonés para difundir aún más sus actividades y desafiarse a sí mismos fuera de Corea. El grupo lanzó su sencillo japonés "Kokoro", el cual debutó en el quinto puesto de la lista Oricon, y se trasladó al tercer lugar al día siguiente. La canción
también fue elegida como tema de cierre para un anime titulado Blue Dragon. Un club de fanes japonés se estableció con el nombre de "Triple S Japón", comenzó oficialmente el 25 de marzo de ese mismo año, cuando SS501 tuvo su primera reunión oficial con el club.
En septiembre del mismo año, SS501 lanzó en Japón su segundo sencillo titulado "Distance". Por último, el 24 de octubre, un mes más tarde, su álbum homónimo SS501, fue lanzado.
En enero de 2008, SS501 recibió el "Premio Revelación" de los Japan Gold Disc Award; siendo esta la primera vez que un artista coreano se hizo acreedor de este premio. El grupo regresó a Corea con su tercer sencillo "Deja Vu", que fue lanzado el 13 de marzo de 2008. Después de conseguir un gran éxito con este sencillo, los chicos comenzaron la promoción de la segunda canción del sencillo, "A song calling for you", la cual tuvo incluso más éxito que la primera, para después volver a sus actividades japonesas.
Su tercer sencillo japonés, "Lucky Days", fue lanzado el 18 de junio de 2008, para después volver por un corto período de tiempo a Corea y lanzar un miniálbum, titulado "Encounter". Mientras tanto, su club de fanes seguía creciendo, pasando de 417,000 fanes hasta llegar a más de 500,000 conforme avanzaba el tiempo. 
Con dos de los miembros enfocados en diferentes proyectos personales: (Kim Hyun Joong filmando el drama Boys Over Flowers y Park Jung Min presentando el musical "Grease" simultáneamente), el álbum que debía lanzarse a mediados del año 2008, fue pospuesto para julio del año siguiente. No obstante, no podían permanecer inactivos nuevamente, por lo que hubo la necesidad de formar un subgrupo. La propuesta de llamar a éste subgrupo "Triple S" (Por ser tres estrellas, Star en inglés), fue totalmente rechazada, tanto por los miembros como por los fanes, debido a que los cinco miembros siempre estarían unidos como uno.
Así, un mini álbum promocionado en su mayoría por Heo Young Saeng, Kim Kyu Jong y Kim Hyung Jun, fue lanzado el 25 de noviembre de 2008. bajo el nombre de "UR MAN". El subgrupo con los tres miembros participó en un cameo, en el episodio 4 de Boys Over Flowers presentando "UR Man".
Terminando sus actividades promocionales para "UR Man", pasaron a promover una canción que formaba parte primordial del OST de Boys Over Flowers, "Because I'm Stupid", siendo un éxito asegurado debido a la buena recepción del drama. Más tarde, participaron nuevamente en el OST, en esta ocasión, con la canción "Making a Lover".

### 2009: (Últimos tiempos como grupo)
SS501 lanzó su segundo álbum de estudio japonés, titulado "All My Love", el 13 de mayo de 2009. Una gira promocional se celebró en Japón en apoyo del álbum. El 21 de julio de 2009, lanzaron su sexto miniálbum, "Solo Collection", que consistió en canciones individuales de cada uno de los miembros. 
El mini álbum también incluyó un mini-drama protagonizado por SS501. En agosto de 2009, realizaron su primera gira por Asia, titulada "1st Asia Tour Persona", con dos conciertos en Seúl, seguidos por quince conciertos en Japón, Taiwán, Hong Kong, Tailandia, China, Malasia y Singapur. 
El séptimo mini álbum del grupo, "Rebirth", fue lanzado en dos partes: una edición limitada y una edición completa. La primera fue lanzada el 20 de octubre, y la segunda el 22 de octubre. SS501 promovió el mini álbum con el sencillo "Love Like This".

### 2010: (Separación de DSP Media)
Previo a finalizar su contrato con DSP salió su último miniálbum titulado "Destination" que fue puesto en libertad el 24 de mayo de 2010, y cuya canción principal, "Love Ya" fue un rotundo éxito,  alcanzando el número 1 en varias listas en Corea y Japón.
El 18 de junio, DSP anunció que SS501 terminaría las promociones de "Love Ya" debido a la terminación de su contrato el 7 de junio de 2010, cinco años después de su debut. En Taiwán alcanzó el número 1 en las 3 principales listas de este país a pesar de no promoverla y en ese momento el líder Kim Hyun Joong ya había firmado con otra agencia. En este último tiempo de SS501 como grupo fueron considerados La Boyband KPop del momento lugar que tomaría BIGBANG en el 2012. Ellos son conocidos como el grupo del cual todos sus discos y canciones principales eran un hit y alcanzaban el primer lugar de ventas, una leyenda dentro del mundo del KPOP. 
Durante el segundo semestre de 2010, cuando expiró el contrato del grupo con DSP Media, todos los miembros firmaron con compañías diferentes; ellos dijeron que su retiro solo era temporal y que ellos serían 5 miembros unidos como uno para siempre. Dieron su último miniconcierto con 501 fanes reunidas y unas cientos más afuera debido a que el cupo era limitado. En este concierto casi todos los miembros lloraron y dieron sus palabras de aliento a cada uno. Después de este concierto el último premio que recibieron como grupo fue el de mejor canción por "Love ya", siendo el stop definitivo. Aunque varios medios afirman que ellos se separaron, los integrantes siempre alientan a sus fanes diciéndoles que ellos van a regresar. Kim Hyun Joong firmó con KeyEast Entertainment, Park Jung Min se unió a CNR Media, Kim Hyung Jun se unió a S-Plus Entertainment, mientras que Heo Young Saeng y Kim Kyu Jong firmaron con B2M Entertainment. Kim Hyun Joong, explicó en una entrevista que, en ese momento, no había una empresa que los aceptará en su totalidad, por lo que el grupo decidió tomar la oportunidad de centrarse en sus actividades en solitario.

### Actualidad
SS501 fue reconocido como uno de los que comenzaron la ola Hallyu con TVXQ y siendo con Super Junior, 2PM y BIGBANG de los grupos más populares en Japón del Kpop. Y aunque el grupo ya no se promocionaban juntos ganan en el 2011 y 2012 el título de la banda kpop más popular. Cada uno de los miembros está trabajando en solitario, cada uno ganando mucha popularidad por separado, pero ellos siempre se presentan como miembros de SS501 y mencionan que ellos no se han separado y que planean sacar un nuevo disco como SS501. En el 2012 se volvieron a reunir debido al ingreso obligatorio de Kyu Jong a su servicio militar. El 26 de octubre de 2013 se reunieron todos los integrantes para festejar el cumpleaños de Heo Young Saeng y su enlistamiento al servicio militar; cantaron los cinco juntos y prometieron volver como grupo. A fines de agosto (2015) se ha informado en algunos medios coreanos que Heo Young Saeng, Kim Kyu Jong y Kim Hyung Jun formaran una sub-unidad de SS501 aún a pesar de estar en diferentes compañías y contemplarían grabar y efectuar un lanzamiento de un nuevo álbum para principios del 2016. (ver).
En una entrevista para BNTnews (nov. 2015), Heo Young Saeng confirmó que grabará un minialbum junto a Kyu Jong y Hyung Jun en el regreso, como sub-unidad de SS501. 

### 2016: (Regreso de sub unidad como Double S 301)
El 14 de enero (2016), a primera hora de la madrugada en Corea, la agencia CI Entertainment de Heo Young Saeng y Kim Hyung Jun reveló una foto teaser para el tan esperado comeback del trío. SS301 debutó como una unidad en el 2008 con el sencillo “U R Man”.
En la captura teaser de blanco y negro, los tres miembros lucen trajes de moda y sombreros negros de fieltro cubriendo sus rostros, dejando a los fanes curiosos para más detalles acerca de su concepto de comeback.
A través del Facebook oficial de la agencia (CI ENT) se informó que los futuros videos relacionados con SS301 estarían disponibles a los suscriptores de su página oficial en YouTube: CI ENT. Se ha suscitado cierta confusión con respecto al nombre de la Subunidad de SS501. CI ENT difundió la información usando "Double S 301", pero algunos medios y fanes se hicieron eco de la información sobre el comeback usando el nombre SS301. Sin embargo, según señala un artículo, realmente el nombre que usará la subunidad es Double S 301 y no SS301, pues DSP Entertainment (su agencia anterior) es quien tiene los derechos sobre SS501.
El 20 de enero (2016) CI ENT anunció que el 16 de febrero seria el lanzamiento del miniálbum de Double S 301: "ETERNAL 5", y liberó además nuevas imágenes de los chicos ya viéndoseles el rostro. 
El nuevo miniálbum está en línea el 16 de febrero de 2016 a las 0 AM y la preventa fue el 21 de enero de 2016.
En el showcase que se celebró el 15 de febrero en el Seoul Art Hall, Double S 301 mencionaron a Kim Hyun Joong y Park Jung Min, sus compañeros de grupo que están actualmente en el servicio militar. Heo Young Saeng dijo, "Hyun Joong está activo en el ejército, así que es muy difícil ponerse en contacto con él. Jung Min es trabajador en el servicio público, por lo que nos mantenemos en contacto con regularidad. Él nos dijo, "Espero que lo hagan bien". No sé si estaba bromeando, pero dijo, "Voy a tener toda la coreografía memorizada. Voy a hacerlo, de modo que estoy dispuesto a comprometerme". Dijo todo esto en tono de broma". Kim Kyu Jong intervino, "La madre de Hyun Joong escuchó sobre nuestras actividades y ella se sintió feliz por ello, y dijo que nos va a apoyar. Creo que ella es un gran apoyo para nosotros."

## Integrantes
| Miembro         | Miembro | Fecha de Nacimiento              | Posición                                      |
| Romanización    | Hangul  | Fecha de Nacimiento              | Posición                                      |
| --------------- | ------- | -------------------------------- | --------------------------------------------- |
| Kim Hyun Joong  | 김현중  | 6 de junio de 1986 (38 años)     | Líder, Vocalista, Rapero, Bailarín y Visual   |
| Heo Young Saeng | 허영생  | 3 de noviembre de 1986 (38 años) | Vocalista principal, Bailarín                 |
| Kim Kyu Jong    | 김규종  | 24 de febrero de 1987 (38 años)  | Rapero, Bailarín, Vocalista                   |
| Park Jung Min   | 박정민  | 3 de abril de 1987 (37 años)     | Vocalista, Bailarín principal, Visual         |
| Kim Hyung Jun   | 김형준  | 3 de agosto de 1987 (37 años)    | Rapero principal, Bailarín, Vocalista, Maknae |

## Historia

### Debut
SS501 debutó el 8 de junio de 2005 con su primer sencillo "경고" ("Warning"), y con un segundo sencillo "snow prince" lanzado en el 2005 y siendo este su primer hit.
Prácticamente ganaron todos los premios a Mejor Novato en Corea. El grupo estuvo inactivo en Corea la mayor parte del 2006. Aunque tuvieron una reunión de fanes en abril. La inactividad fue debido a la condición de la garganta de Heo Young Saeng, para la cual requirió cirugía y necesitó tiempo para recobrarse totalmente.
Debutaron en Japón el 2007 con su sencillo Kokoro logrando este estar en 5°lugar de ventas en la lista del ORICON y en la clasificación 1°de la semana, Volvieron con Kimi to no kiory y esta se ubicó en el 3 lugar en la tabla de ORICON.el 2008 recibieron el premio a novato del año
Durante sus primeros 3 años en Japón dominaron el mercado junto con TVXQ.

### Regreso a Corea
En el 2008, SS501 regresó a Corea con su sencillo "Deja vu" lanzado el 8 de marzo de 2008 y comenzaron su regreso en M Countdown de Mnet. Después del éxito de "Deja vu", comenzaron a promover su segundo sencillo "A song calling for you" que fue todo un hit. Realizaron su última presentación en Music Bank el 6 de junio de 2008, para regresar a sus actividades en Japón.Mientras tanto su club de fanes avanzaba consiguen 417 000 fans hasta llegar a más de 500 00 conforme avanzaba el tiempo. Ellos y TVXQ son los únicos que han roto la marca de más 400 000 miembros  número que estrellas de ahora como BIGBANG y SUJU no han conseguido.
El 2 de octubre de 2008, un anuncio oficial confirmó a Kim Hyun Joong como parte del elenco de Boys Over Flowers, la cual se transmitió a comienzos del 2009 por KBS 2TV.Y Park Jung Min como Danny Zuko de diciembre de 2008 hasta marzo de 2010 en el musical  Grease.

### Sub-grupo
Debido a los ocupados horarios de 2 miembros: Jung Min participando del musical "Grease"  y Hyun Joong grabando el drama, el álbum de SS501 que debía ser lanzado dentro del 2008 fue pospuesto para julio de 2009. En lugar de eso, un subgrupo fue formado. Inicialmente querían usar Triple S como nombre, pero rechazaron la idea ya que pensaban que los 5 miembros siempre serían como 1. Luego el 25 de noviembre de 2008 lanzaron un álbum especial "UR Man" bajo el nombre de SS501 y la canción Because I'm stupid la cual alcanzó un éxito mundial debido a el drama de Boys Over Flowers en el cual participa el líder del grupo, fue un enorme éxito. Su canción principal URMAN fue premiada a mejor canción y canción del mes. Este álbum fue el más vendido en toda la historia de SS501.ahora existe double s301que conforman Heo Young Saeng, Kim Kyu Jong y Kim Hyung Jun junto con la nueva canción pain, etc.

### Regreso
Después de que Boys Over flowers terminara y el musical Grease llegara a su fin Kim Hyun Joong y Park Jung Min se integraron de nuevo lanzando así su miniálbum SS501 Collection, donde cada uno canta una canción en solitario y una en grupo, algo nunca antes hecho por ninguna otra boyband.
El grupo original, con los 5 miembros, regresó para el 2009. Tuvo su primer tour por Asia en agosto de 2009, el cual incluyó países como Japón, China, Taiwán, Tailandia, etc. Las entradas para los días 1.º y 2.º de agosto en Seúl se agotaron a los 30 minutos luego de que se abriera la primera venta de entradas.
Después de su Tour por Asia salió su nuevo miniálbum Rebirth (20/10/2009) su canción principal love like this, se volvió un completo éxito siendo el primer lugar en descargas musicales en Corea, Tailandia y Japón. Este disco se ubicó en el Top 10 de los más vendidos del año.

### Último tiempo como grupo
Para finalizar su contrato con DSP salió su último miniálbum en mayo destination su canción principal Love Ya, alcanzó el número 1 en varias listas en Corea y Japón. En Taiwán alcanzó el número 1° en las 3 principales listas de este país aun sin promoverla; en ese momento el líder Kim Hyun Joong había filmado con otra agencia.

### Stop
Después de muchos rumores el grupo por separado decido firmar con diferentes compañías a las de su origen (DSP) siendo así que ellos dijeron que su retiro solo era temporal y que ellos siempre serían 5 miembros unidos como uno para siempre dieron su último miniconcierto con 501 fanes reunidas y unos cientos más afuera debido a que el cupo era limitado. En este concierto casi todos los miembros lloraron y dieron sus palabras de aliento a cada uno.
Después de este concierto el último premio que recibieron como grupo fue el de mejor canción por Love ya.
Siendo el stop definitivo y aunque varios medios afirman que ellos se separan los integrantes siempre alientan a sus fanes diciéndoles que ellos van a regresar.

### Actualidad
SS501 fue reconocido como uno de los que empezaron la ola haillyu con TVXQ y siendo con Super Junior, 2PM Y BIGBANG los grupos más populares en Japón del Kpop. SS501 a pesar de no estar activo, sigue siendo uno de los mejores grupos dentro del kpop, ya que en su tiempo no había tanto de este bum de las redes sociales a diferencia de los grupos nuevos que la tuvieron más fácil.
Cada uno de los miembros está trabajando en solitario cada un ganando mucha popularidad por separado, pero ellos siempre se presentan como miembros de SS501 y mencionan que ellos no se han separado y que planean sacar un nuevo disco como SS501.
En el 2012 se volvieron a reunir debido al ingreso obligatorio de Kyu Jong a su servicio militar.
El 26 de octubre de 2013 se reunieron por primera vez en 3 años los 5 juntos para festejar el cumpleaños de Heo Young Saeng y su enlistamiento al ejército Surcoreano, cantaron los cinco juntos y prometieron volver como grupo.

El 17 de enero de 2015 los miembros Heo Young Saeng, Kim Kyu Jong y Kim Hyung Jun se reunieron presentándose de nuevo como Sub Unidad (Trio UR-Man) para una de las presentaciones musicales que tenía Young Saeng que está haciendo el servicio militar como policía.
La noticia se divulgo por los miembros Kim Kyu Jong y Kim Hyung Jun a través de sus cuentas de Instangram, donde daban a conocer dicha presentación. Las fanes al enterarse de ello se presentaron causando un gran revuelo, ya que se presentaron muchas, incluso vinieron fanes de otros países la mayoría de Japón, donde al enterarse de la presentación compraron boletos para el día siguiente para poder ver a los tres miembros.
Debido a la gran noticia, SS501 llegaron a ser los más buscados dentro de los buscadores de Internet.
Según las redes sociales, el vocalista principal Heo young saeng hará una gira por Latinoamérica ya que salió del servicio militar.

### Double S 301
Actualmente la sub unidad (trio UR-Man) hizo su comeback el 15 de febrero de 2016 con el nombre de "Double S 301", con la agencia CI Ent. Esta sub unidad ya está completa, pues se espera a los integrantes kim Hyun Joong y Park Jung Min ya que están cumpliendo con el servicio militar obligatorio.
La sub unidad Double S 301 para su comeback saco un mini álbum llamado "Eternal 5" con su corte de difusión llamado "Pain". También hicieron su comeback en Japón con su mini álbum "Eternal S", con su corte de difusión "Fraction".El 8 de junio por su 11° aniversario sacaron un álbum especial titulado "Estreno", el álbum cuenta con solo dos canciones:  "Ah-Ha" y "Shining Star".

## Discografía

### Lanzamientos Coreanos

#### Álbum
| Información                                  | Lista de canciones |
| -------------------------------------------- | --- |
| S.T 01 Now Fecha de lanzamiento: 10-Nov-2006 | 1. Existence 2. 4Chance 3. Unlock 4. Again 5. Stand By Me 6. Sky 7. Coward 8. Man 9. Hana 10. Confession (서툰고백; Clumsy Proposal) 11. Bye, Bye 12. Radio Star 13. Wings of the World 14. Warning (Remix Version) 15. Unlock (Heavy Edition)(feat. Kim Se Hwang) |

#### Singles
| Información                                         | Lista de canciones                                                                    |
| --------------------------------------------------- | ------------------------------------------------------------------------------------- |
| SS501 Fecha de lanzamiento: 05-junio-2005           | 1. Warning 2. Passion 3. Never Again 4. Take U High 5. Everything 6. Everything (ins) |
| Snow Prince Fecha de lanzamiento: 05-diciembre-2005 | 1. White People 2. My Girl 3. Snow Prince 4. In Your Smile 5. Fighter                 |
| Deja Vu Fecha de lanzamiento: 13-marzo-2008         | 1. Deja Vu (데자뷰) 2. Song Calling for you 3. Destiny                                |

#### Digital Singles
| Información                                                    | Lista de canciones                                                                    |
| -------------------------------------------------------------- | ------------------------------------------------------------------------------------- |
| A Song a Calling for you                                       | 1. Song Calling for you (Remix) 2. Song Calling for you (Inst.)                       |
| You're My Heaven Fecha de lanzamiento: 27-junio-2008           | 1. You're My Heaven 2. You're My Heaven (Inst.)                                       |
| That Man Book 198 Pieces Fecha de lanzamiento: 07-octubre-2008 | 1. Barabomyeo (Original Ver.) 2. Barabomyeo (Violin Ver.) 3. Barabomyeo (Guitar Ver.) |
| U R Man (Remix Edition) Fecha de lanzamiento: 09-enero-2009    | 1. U R Man (Remix) 2. The ONE (Remix)                                                 |
| Anycall Haptic Mission 2 Fecha de lanzamiento: 20-mayo-2009    | 1. Play                                                                               |
| We Can Fly Fecha de lanzamiento: 10-junio-2008                 | 1. We Can Fly                                                                         |

#### Mini Albums
| Información                                          | Lista de canciones |
| ---------------------------------------------------- | --- |
| Find Fecha de lanzamiento: 24-julio-2008             | 1. You Breathe 2. You're My Heaven(inst.) 3. Find 4. Thank You 5. You're My Heaven 6. Find (Inst.) 7. SaranghaeX5 (사랑해X5; I Love You X 5) 8. Thank You (Acoustic Ver.) |
| U R Man Fecha de lanzamiento: 21 -noviembre-2008     | 1. WANT IT 2. U R Man 3. The ONE 4. SIt Is Not Love 5. Never Let You Go 6. I AM |
| SS501 Collection Fecha de lanzamiento: 03-julio-2009 | 1. Please Be Nice to Me (Kim Hyun Joong Solo) 2. Nameless Memory (Heo Young Saeng Solo) 3. WussUp (Kim Kyu Jong Solo Feat. Taewana.k.a 'C-LUV' & Star Trak) 4. If You Cannot (Park Jung Min Solo Feat. Jiseon) 5. Hey G (Kim HyungJoon Solo Feat. Mellow) 6. BigeobhajiAnhkesseo (I Won't Be a Coward) |
| Rebirth Fecha de lanzamiento: 20-octubre-2009        | 1. Wasteland 2. Love Like This 3. Only One Day 4. Obsess 5. Green Peas |
| Destination Fecha de lanzamiento: 24-mayo-2010       | 1. Let Me Be The One (That Person Is Me) 2. Love Ya 3. Crazy 4 U 4. Yeongwontorok (영원토록; Forever) 5. Let Me Be The One (That Person Is Me) (Acoustic Ver.) 6. Love Ya (Inst.) |
| Eternal 5 Fecha de lanzamiento: 16-febrero-2016      | 1. Dirty Love 2. Pain 3. 21Gram 4. Saxophone 5. 바빠서 미안해 (Sorry, I'm Busy) |
| Eternal S Fecha de lanzamiento: 25-abril-2016        | 1. Bad dimension 2. Fraction 3. From dusk to dawn 4. Let me know 5. Never ending dream |
| Estreno Fecha de lanzamiento: 8-junio-2016           | 1. Ah-ha 2. Shinig Star |

### Lanzamientos japoneses

#### Álbum
1. SS501, 24 de octubre de 2007
2. Singles, 21 de mayo de 2008
3. U R Man (Japan Ver. Edition), Marzo de 2009
4. All my love, 13 de mayo de 2009

#### Singles
1. Kokoro, 1 de agosto de 2007
2. Distance ~Kimi to no Kyori (Distance～君とのキョリfor scarlet), 19 de septiembre de 2007
3. Lucky Days, 18 de junio de 2008

### DVDS
1. SS501 1st Concert DVD – Step Up - Released: December 04, 2006 [Korean Version]

### MVS
1. Warning (경고)
2. Never Again
3. Everything
4. Snow Prince
5. Fighter
6. Unlock
7. U R Man
8. A Song Calling For You (널부르는 노래)
9. Deja Vu
10. You're My Heaven
11. Four Chance
12. Coward
13. Find
14. Love Like This
15. Love ya
16. Kokoro
17. Pain
18. Dirty Love
19. 21Gram
20. Saxophone
21. 바빠서 미안해 (Sorry, I'm Busy)
22. Fraction
23. AH-HA

### Conciertos
1. Step Up en Seúl, Corea del Sur - 22 de julio de 2006
2. Concert en Osaka, Japón - 16 & 17 2006
3. Concert en Seúl, Corea del Sur - 27 de diciembre de 2006
4. Concert en Tokio, Japón - 13 & 14 de enero de 2007
5. Concert en Shanghai, China - 17 de febrero de 2008
6. Concert en Tokio, Japón - 12 & 13 de julio de 2008
7. 1st Asia Tour Persona en Hong Kong - 12 de diciembre de 2009
8. Concert en Saitama, Japón - 2010
9. SS501 Persona Seoul 2009

```
8. Concert en México, Guadalajara - 26 de octubre de 2013
```

### TV shows
1. M!Pick de M.Net
2. X-MAN de SBS
3. TVMAD.com de M.Net
4. 사랑도 리필이 되나요? [KBS] (sitcom con Kim Hyun Joong & Park Jung Min)
5. Break [M.Net] (breakdancing drama con Kim Kyu Jong)
6. SS501 in LA
7. SS501 Japan Making the band
8. ss501 S.O.S
9. SS501 "Gracias por despertarme" MBC
10. SS501 "Gracias por cuidarme" MBC
11. SS501 Idol World
12. SS501 Champagne Show 2009
13. We got Married (Kim Hyun Joong)

### Películas
Sus voces llamaron la atención de la compañía y los invitaron a ser parte del doblaje de la película animada "Shark Bait".

### Premios
- '2005:

Mejor grupo nuevo masculino - MBC 10th Gasoo Gayojae
Mejor grupo nuevo masculino - SBS Gayo DaeJeon
Mejor grupo nuevo masculino - M.net KM Music Festival
Mejor canción Never Again - M!Countdown'
- '2006:

Premio Netizen a la popularidad - SBS Gayo DaeJeon
Mejor Dance Group - M.net KM Music Festival
Mejor canción Snow Prince - M!Countdown
Mejor canción Snow Prince - M!Countdown'
- '2007:

Mejor canción Four Chance - SBS Inki Gayo
Mejor canción Four Chance - SBS Inki Gayo
Mejor canción Four Chance - SBS Inki Gayo'
- '2008:

Mejor Artista Asiático - Asia Song Festival 2008
Mejores 10 Nuevo Artistas - Japan Gold Disc Award, Japan'
- '2009:

Inkigayo Mutizen
Music Bank K - Chart
Music Bank K - Chart
Buzz International Group - Asia Buzz Awards
TOP Buzz Korea Artist (Taiwán)
TOP Buzz Artist (Hong Kong)
Buzz International Single (Hong Kong) KR
Mejor OST Because I'm stupid - Mnet Asian Music Awards 2009
Canción del mes - Feb - #32 Cyworld Digital Music Awards
Premio Bonsang - Seoul Music Awards
Premio Hallyu - Seoul Music Awards
Mejor canción U R MAN - M!Countdown
Mejor canción U R MAN - SBS Inki Gayo
Mejor canción U R MAN - M!Countdown'
- '2010:

Music Bank K - Chart
Mejor canción Love Ya - M!Countdown'